# Partido Reformista Estónio
O Partido Reformista Estónio (português europeu) ou Partido Reformista Estônio (português brasileiro) (em estoniano: Eesti Reformierakond, ER) é um partido político estónio de centro-direita de orientação liberal. Coloquialmente, é conhecido como "Partido do Esquilo" (em estoniano: Oravapartei).
O partido foi fundado em novembro de 1994 pelo então presidente do Banco da Estónia, Siim Kallas, como uma divisão do Partido da Coalizão Nacional Pró-Pátria e, posteriormente, fundiu-se com o Partido Liberal Democrata Estónio. Nas eleições de 1995, conquistou 19 cadeiras no Riigikogu, tornando-se o segundo maior partido do mesmo. Em 1999, perdeu um assento, mas retornou ao gabinete em coalizão com a União Pró-Pátria e o Partido Popular Moderado, permanecendo em várias coalizões desde então. Nas eleições parlamentares de 2007, conquistou 31 cadeiras, tornando-se o maior partido pela primeira vez, e aumentou sua contagem de assentos novamente em 2011, obtendo 33. Já em 2015, venceu por pouco as eleições parlamentares, perdendo 3 assentos em relação ao resultado de 2011. Depois de ser oposição desde novembro de 2016, venceu as eleições parlamentares de 2019 com uma liderança convincente e ampliou seu número de assentos para 34.
Como participou da maioria das coalizões governamentais desde da década de 1990, sua influência foi significativa, especialmente em relação à liberdade de mercado na Estónia e às políticas baixa tributação. Desde 1996, é membro titular da International Liberal, tendo sido membro observador de 1994 a 1996, e membro titular do Partido da Aliança dos Liberais e Democratas pela Europa. De janeiro de 2021 a junho de 2022, formou coligação com o Partido de Centro Estónio. Entre julho de 2022 e o início de 2023, manteve um governo de coalizão com o partido Isamaa e o Partido Social-Democrata. Desde 17 de abril de 2023, o partido é o membro sênior de um governo de coalizão com o Partido Social-Democrata e o Estónia 200.
Alguns líderes da sigla serviram/servem como primeiros-ministros da Estónia, como sua atual líder, Kaja Kallas, a primeira mulher a liderá-la, bem como a primeira primeira-ministra da história do país.

## Ideologia
O Partido Reformista Estónio tem sido referido como liberal, assim como liberal clássico e conservador liberal. Ideologicamente, defende consistentemente o mercado livre, sendo o agrupamento mais economicamente liberal no panorama político da Estónia. Entretanto, declara-se tolerante e aberto à cooperação política com todos os partidos, exceto se atuarem secretamente ou publicamente contra as instituições democráticas.
A sigla coloca a liberdade dos indivíduos no centro das suas preocupações, acreditando que cada indivíduo é dono das suas próprias decisões e que, portanto, o máximo de liberdade socialmente aceitável deve ser concedido a ele.
É favorável a um imposto único sobre todos os rendimentos, em particular sobre o consumo. Também é a favor de isenções fiscais sobre os investimentos e da introdução de um limite mínimo de renda não tributada, que deve ser aumentado gradualmente. Vendo a assunção de responsabilidade pela produção e venda de bens e serviços pelo setor privado como eficiente e menos dispendiosa, opõe-se a monopólios e nacionalizações.
Próximo do meio empresarial, o partido busca aumentar a parcela da renda mensal isenta de impostos e reduzir a contribuição para o seguro-desemprego.

## Resultados eleitorais

### Eleições parlamentares
| Data | Líder        | Cl. | Votos   | %     | +/-                  | Deputados | +/- | Governo              |
| ---- | ------------ | --- | ------- | ----- | -------------------- | --------- | --- | -------------------- |
| 1995 | Siim Kallas  | 2.º | 87.531  | 16,2% |                      | 19 / 101  |     | Oposição (1995)      |
| 1995 | Siim Kallas  | 2.º | 87.531  | 16,2% | Coalizão (1995-1996) | 19 / 101  |     |                      |
| 1995 | Siim Kallas  | 2.º | 87.531  | 16,2% | Oposição (1996-1999) | 19 / 101  |     |                      |
| 1999 | Siim Kallas  | 3.º | 77.088  | 15.9% | 0,29                 | 18 / 101  | 1   | Coalizão             |
| 2003 | Siim Kallas  | 3.º | 87.551  | 17.7% | 1,79                 | 19 / 101  | 1   | Coalizão             |
| 2007 | Andrus Ansip | 1.º | 153.044 | 27,8% | 10,11                | 31 / 101  | 12  | Coalizão             |
| 2011 | Andrus Ansip | 1.º | 164.255 | 28,6% | 0,76                 | 33 / 101  | 2   | Coalizão             |
| 2015 | Taavi Rõivas | 1.º | 158.970 | 27,7% | 0,87                 | 30 / 101  | 3   | Coalizão (2015-2016) |
| 2015 | Taavi Rõivas | 1.º | 158.970 | 27,7% | 0,87                 | 30 / 101  | 3   | Oposição (2016-2019) |
| 2019 | Kaja Kallas  | 1.º | 162.332 | 28,8% | 1,24                 | 34 / 101  | 4   | Oposição (2019-2021) |
| 2019 | Kaja Kallas  | 1.º | 162.332 | 28,8% | 1,24                 | 34 / 101  | 4   | Coalizão (2021-2023) |
| 2023 | Kaja Kallas  | 1.º | 190.632 | 31,2% | 2,31                 | 37 / 101  | 3   | Coalizão             |

### Eleições europeias
| Data | Líder             | Cl. | Votos  | %     | +/- | Deputados | +/-     |
| ---- | ----------------- | --- | ------ | ----- | --- | --------- | ------- |
| 2004 | Toomas Savi       | 3.º | 28.377 | 12,2% |     | 1 / 6     |         |
| 2009 | Kristiina Ojuland | 3.º | 60.877 | 15,3% | 3,1 | 1 / 6     | Estável |
| 2014 | Andrus Ansip      | 1.º | 79.849 | 24,3% | 9,0 | 2 / 6     | 1       |
| 2019 | Andrus Ansip      | 1.º | 87.158 | 26,2% | 1,9 | 2 / 7     | Estável |
| 2024 | Urmas Paet        | 3.º | 66.017 | 17,9% | 8,3 | 1 / 7     | 1       |